# Rivière d'Argent (Bretagne)
Pour les articles homonymes, voir Argent (homonymie).
Pour les articles homonymes, voir Fao.
La rivière d'Argent (en breton ar Stêr Arc'hant), qui porte plusieurs autres noms : le « Fao », le « Pont-Pierre », le « Ruisseau de la Mine », est un cours d'eau français et un affluent de l'Aulne.

## Géographie
La longueur de son cours d'eau est de 18 kilomètres.
Cette rivière coule dans les monts d'Arrée, en Bretagne, elle passe notamment par Huelgoat. C'est un  affluent de l'Aulne, qu'elle rejoint à Poullaouen.
À sa confluence avec l'Aulne, ce dernier est appelé ar Stêr-Blom (la rivière de plomb). Certains des noms qu'on lui attribue proviennent de l'existence des anciennes mines de plomb argentifère du Huelgoat, de Locmaria-Berrien et de Poullaouen, situées dans son bassin hydrographique.